# Vic Tayback
Victor "Vic" Tayback (6 de enero de 1930 - 25 de mayo de 1990) fue un actor nacido en Nueva York de origen sirio.

## Biografía
Tayback se mudó con su familia a Burbank, California durante sus años de adolescente y asistió a la Burbank High School. Terminó viviendo en la ciudad durante el resto de su vida.
Su papel más famoso fue el de Mel Sharples en la película Alicia ya no vive aquí de 1974. Después interpretó el mismo papel en la serie de televisión, también llamada Alice, que se emitió desde 1976 hasta 1985, durante nueve temporadas.
Tayback también fue estrella invitada en un episodio de la cuarta temporada de All in the Family titulado "Et tu, Archie?" donde interpretó a un viejo amigo de Archie, Joe Tucker.
Igualmente memorable fue su interpretación de "Jojo Krako", el gánster alienígena, en el episodio "A Piece of the Action" de la serie Star Trek.

## Trayectoria en TV

### Personaje fijo
- Alice como Mel Sharples
- Griff como el Capitán Barney Marcus
- Khan! como el Teniente Gubbins
- All Dogs Go to Heaven como Carface Caruthers (reemplazado por Ernest Borgnine en All Dogs Go to Heaven 2)

### Personaje recurrente
- The Love Boat

### Estrella invitada
- Alfred Hitchcock Presents como un hombre con un problema
- All in the Family como Joe Tucker
- Arnie como Sargento
- Barney Miller como Sr. Savocheck
- Bewitched como Agente de policía #1

### Director
- Alice (episodio: "Alice se enfrenta a la música")